# Olocáu del Rey
Olocáu del Rey (oficialmente Olocau del Rey), es un municipio de la Comunidad Valenciana, España. Situado en el noroeste de la provincia de Castellón, en la comarca de Los Puertos de Morella. Cuenta con una población de 135 habitantes (INE 2024). Se trata de un municipio castellanohablante, en el que el castellano cuenta con el predominio lingüístico reconocido legalmente, el único en la mitad norte de la provincia de Castellón.

## Geografía
La población está edificada en un hondo, circundada de elevadas cordilleras de caprichosas formas. Olocáu forma un conjunto de singular encanto: paisajes yermos, elevados cerros solitarios donde anidan las más diversas especies ornitológicas. El municipio está situado al noroeste de la provincia y prácticamente rodeado de territorio turolense.
La orografía del término es montañosa (el casco urbano está a una altura sobre el nivel del mar que ronda los mil metros).
Se accede al pueblo por las carreteras A-226 y CV-121 si se llega desde Teruel o desde Zaragoza y por las CV-14, CV-124, CV-120 y CV-121 si se viene desde Morella (Castellón).

### Barrios y pedanías
Pertenecen al término municipal dos núcleos de población, denominados Las Lomas y La Riera y diversas masías (desconectadas del casco urbano), muchas de las cuales están aún hoy habitadas.

### Localidades limítrofes
Olocáu del Rey limita al este con Todolella y La Mata (ambos en la provincia de Castellón), al norte con Bordón, al oeste con Tronchón y al sur con La Cuba y Mirambel (estos cuatro últimos en la provincia de Teruel).

## Historia
A pesar de que los vestigios más antiguos del castillo ofrecen una superposición de poblamientos, iniciados en la Edad de Bronce, es durante la dominación musulmana cuando se comienza a tener noticia escrita de esta importante plaza medieval. Menéndez Pidal documenta el señorío del Cid sobre Olocáu a finales del siglo XI. En agosto de 1180 Alfonso II concede el castillo a la Orden de San Juan, defendido a partir de estos momentos desde poblaciones bajo-aragonesas, pues aún tardaría cincuenta años en pasar Morella a manos cristianas. En 1264 pasaría a ser patrimonio real, al ser intercambiada por Villafamés a la Orden de San Juan. El 22 de abril de 1271 el infante Don Pedro otorgó carta puebla en favor de Domènec de Seta, Arnau Çavit y otros más.
El año 1287, el 30 de octubre, encontrándose el rey Alfonso III en Morella y ante el estado decadente del Castillo de Olocáu, lo agrega a este término con toda su población, a condición de que sea convenientemente restaurado, pero reconociéndole sus antiguos privilegios y derechos, como el de poder nombrarse justicia con absoluta independencia de Morella. En cuanto a la jurisdicción civil se acataba a Morella quedando integrado en sus términos generales hasta el año 1691 en que por privilegio real consiguió la total emancipación.
Hasta esta fecha, 1691, tanto Olocáu como las otras aldeas no cesaron de reivindicar su independencia de Morella y por ello siempre se aliaban en contra de ella en todas las contiendas, como la guerra de las germanías en 1520. En 1701, estalló la Guerra de Sucesión y mientras Morella estaba a favor de Felipe V, las aldeas lo estaban a favor del Archiduque Carlos.
Hasta 1808 se da un período de paz para esta comarca, que participaría posteriormente en la guerra de los 7 años (guerras carlistas) que aunque no se conocen datos concretos de Olocáu se entiende que participó con la misma intensidad que el resto de las aldeas.

## Demografía
Olocáu del Rey cuenta con una población de 135 habitantes (INE 2024).
| Gráfica de evolución demográfica de Olocáu del Rey entre 1842 y 2021                                                |
| |
| Población de derecho según los censos de población del INE Población de hecho según los censos de población del INE |

## Economía
Basada principalmente en la ganadería (de los tipos ovina, porcina, vacuna y apicultura) y en la agricultura. Aunque también existe un hostal de turismo rural y una industria, así como algunas empresas del sector servicios (tienda, farmacia).

## Administración y política
| Periodo   | Nombre                    | Partido          |
| --------- | ------------------------- | ---------------- |
| 1979-1983 | Marcos Carceller Casanova | UCD              |
| 1983-1987 | Isidro Royo Espada        | PDL              |
| 1987-1991 | Guillermo Gazulla Grau    | PSPV-PSOE        |
| 1991-1995 | Guillermo Gazulla Grau    | PSPV-PSOE        |
| 1995-1999 | Guillermo Gazulla Grau    | PSPV-PSOE        |
| 1999-2003 | Santiago Gazulla Grau     | PSPV-PSOE (Ind.) |
| 2003-2007 | Ricardo Julián Salvador   | PSPV-PSOE (Ind.) |
| 2007-2011 | Ricardo Julián Salvador   | PSPV-PSOE (Ind.) |
| 2011-2015 | Vicente Royo Peñarroya    | PSPV-PSOE (Ind.) |
| 2015-2019 | Santiago Gazulla Grau     | PSPV-PSOE (Ind.) |
| 2019-2023 | Santiago Gazulla Grau     | PSPV-PSOE (Ind.) |
| 2023-act. | Sergio Guillén Rico       | PSPV-PSOE (Ind.) |

## Patrimonio

### Religioso
- Iglesia de Nuestra Señora del Pópulo Archivado el 11 de marzo de 2007 en Wayback Machine. (s. XIV). Conserva una bella escultura románica de la Virgen de la Naranja. (s. XIII)

- Ermita de San Marcos Archivado el 12 de marzo de 2007 en Wayback Machine. (s. XVIII)

- Ermita de San Blas Archivado el 12 de marzo de 2007 en Wayback Machine. (s. XV)

- Ermita de la Magdalena (enlace roto disponible en Internet Archive; véase el historial, la primera versión y la última). (s. XVII)

- Ermita de la Virgen de la Naranja Archivado el 29 de septiembre de 2007 en Wayback Machine. (s. XIII)

- Ermita de San Roque. (s. XIX)

### Civil
| Escudo del ayuntamiento | Ayuntamiento (s. XVI) |
| Castillo                | Castillo. Conocido con los nombres de Olcaf y Olocaf, se encuentra a unos 800 m al oeste de la población, sobre una montaña de 1203 m de altura. Es de origen árabe y hay quien supone que fue fortificado por el Cid en 1084. Viene clasificado como de tipo montano y mediano porte, con tres recintos escalonados no concéntricos y planta de irregularidad dispersa. Hoy está totalmente arruinado. Fue donado por Alfonso II de Aragón a los Hospitalarios de San Juan de Jerusalén en la persona de Fray Armengol d'Aspa. Participó activamente en las luchas entre el Conde de Urgel y Fernando de Antequera, a la muerte del rey Martín el Humano. |
| Palacio Figuera         | Palacio del marqués de Figuera. |
| Cárcel                  | Cárcel (s. XVI) |
| Cofradía                | Cofradía o Lonja de la lana Archivado el 12 de marzo de 2007 en Wayback Machine. (s. XVI) |
| Horno                   | Horno público (s. XIII). Actualmente (2007) en proceso de restauración. |

## Lugares de interés
- Barrancos. Destacan los barrancos: de la Tejería, de las Umbrías, de los Chorros (en su límite con Tronchón), de la Rambleta, de la Rambla.
- Río Cantavieja. Corre por su límite meridional uniéndosele allí mismo su afluente el Tornos.

## Fiestas locales
- Fiestas de Invierno. Se celebran el fin de semana siguiente a la Epifanía con la tradicional hoguera, los demonios y las danzas.
- San Blas. Se celebra el 3 de febrero.
- Romería a la Virgen de la Carrasca. Se celebra el primer lunes de mayo conjuntamente con el pueblo turolense de Bordón.
- San Juan Bautista. Tiene lugar el 24 de junio.
- San Roque. Se celebra el 16 de agosto.
- Fiestas patronales. En honor de Santa Lucía se celebra el 13 de diciembre. Toros, baile, actos culturales.
- San Marcos. Cada cuatro años, periódicamente, se lleva la imagen del Santo Evangelista, al pueblo y se programan lucidos actos religiosos en el transcurso de tres días, con la nutrida participación de villas y aldeas cercanas.

## Imágenes de la localidad

### Masías

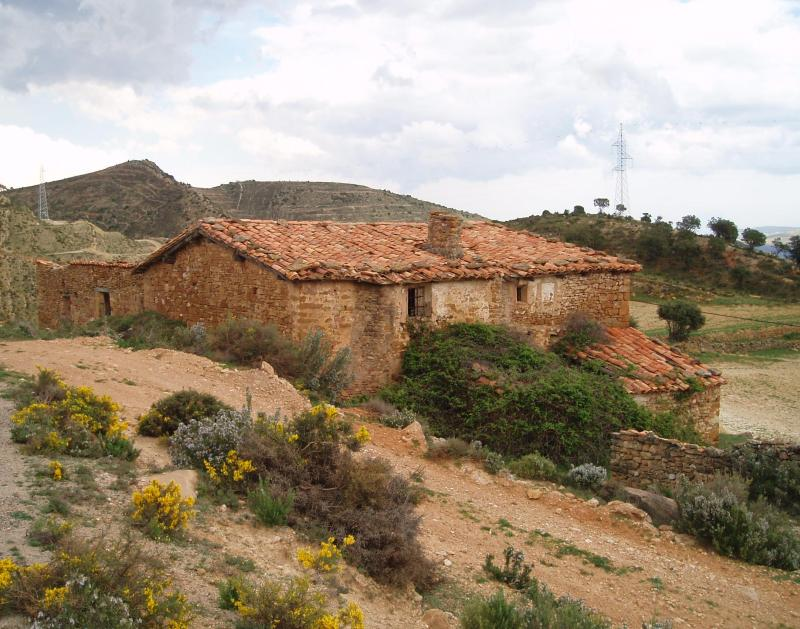
Masía de la Tejería
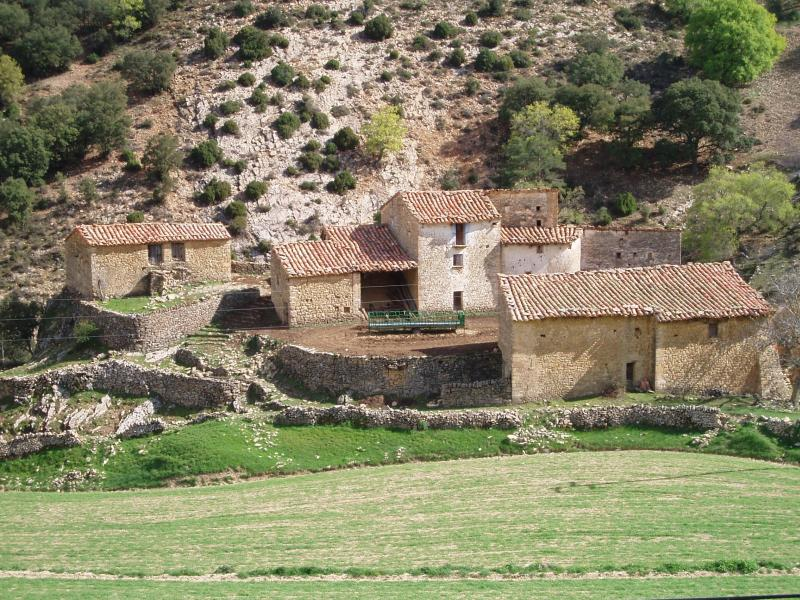
Masía de la Paloma
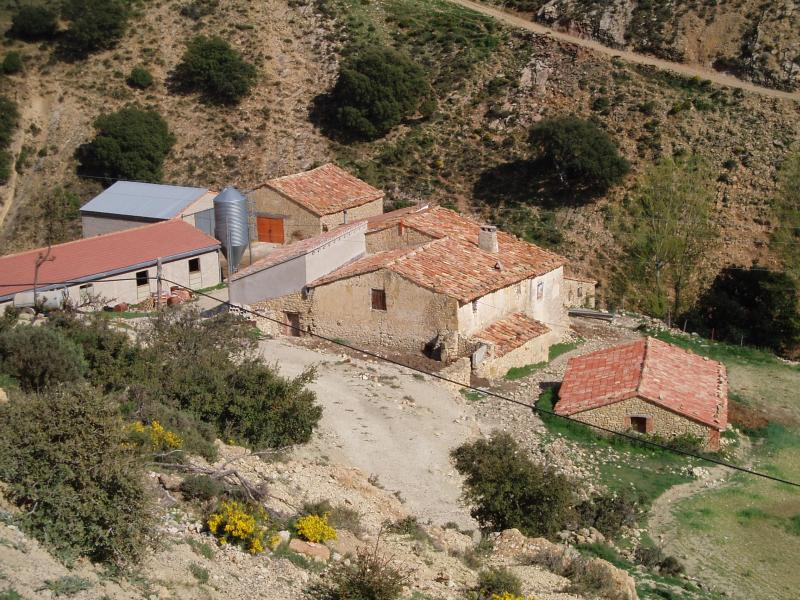
Masía de Francisco
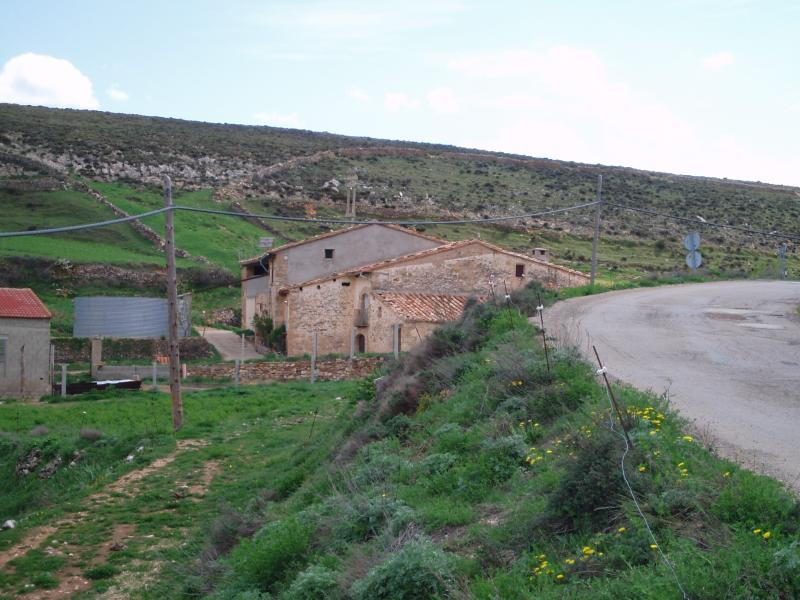
Masía del Mojón
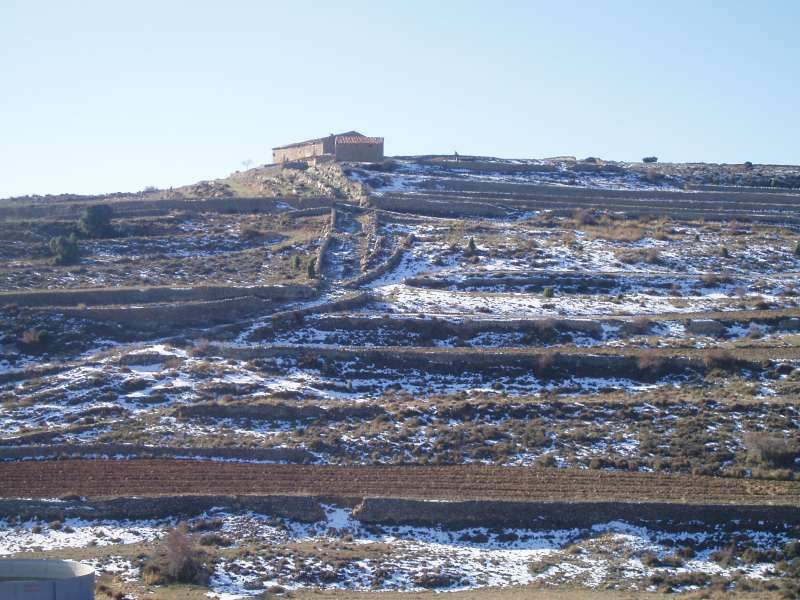
Mas de ballesteros, camino hacia la Mata